# Marinusz
A Marinusz latin eredetű férfinév, jelentése: tengeri. Női párja: Marina.

## Gyakorisága
Az 1990-es években szórványos név, a 2000-es években nem szerepel a 100 leggyakoribb férfinév között.

## Névnapok
ajánlott névnap:
- március 3.[2]
- szeptember 4.[2]
- november 15.[2]

## Híres Marinuszok
- Szent Marinus, San Marino megalapítója
- Türoszi Marinosz, ókori földrajztudós, térképész és matematikus
- I. Marinusz nápolyi herceg (919–928)
- II. Marinusz nápolyi herceg (968–992)